# Heinz Wenzl
Heinz Wenzl (* 1. Juni 1938) ist ein ehemaliger österreichischer Fußballspieler. Der Tormann spielte in Österreich für den Floridsdorfer AC, den SV Austria Salzburg und den 1. Simmeringer SC. In den 1960er Jahren spielte er in Australien beim Hakoah Club in Sydney, wo er zweimal die Meisterschaft von Neusüdwales gewann, und weiteren Vereinen in Melbourne.

## Wirken
Ursprünglich spielte Wenzl beim Floridsdorfer AC, mit dem er 1959 Meister der drittklassigen Wiener Stadtliga wurde. Zur Saison 1959/60 wechselte er zum Staatsligaaufsteiger SV Austria Salzburg, für den er 13 Mal in der Liga antrat. Austria wurde Elfter von 15 Vereinen und sicherte den Klassenerhalt. Letztlich konnte sich Wenzel keinen Stammplatz erobern und wechselte zur Saison darauf zum SK Admira Wien in die zweite Liga. Admira stieg 1961 als Erster in die Staatsliga auf.

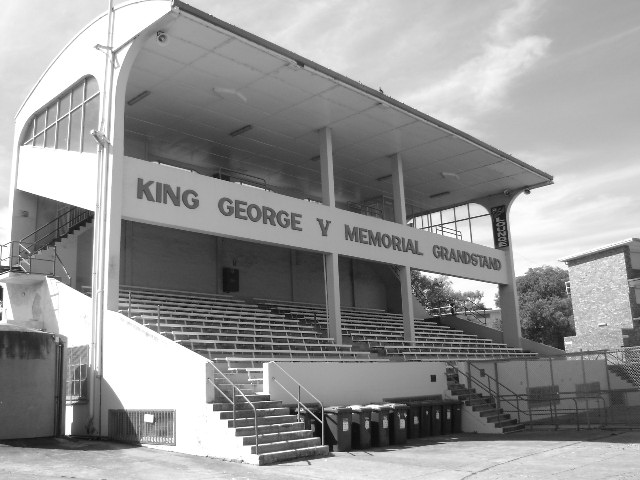
Tribüne im Henson Park

Doch schon im Januar 1961 zog es Wenzl, gemeinsam mit dem Austria-Spieler Adolf Blutsch nach Australien, wo sie vom Hakoah Club in den östlichen Vororten der Stadt Sydney erwartet wurden. Der Verein spielte in der Staatsliga von Neusüdwales, was in Ermangelung eines nationalen Wettbewerbs die höchste Leistungsstufe war. An der Seite seiner Landsleute Spielertrainer Karl Jarosch, der zwei Tore erzielte, den Verteidigern Viktor Mach und Adolf Handorf sowie dem Stürmer Peter Hrncir trug er mit einer brillianten Leistung in einer Hitzeschlacht zum Gewinn der Staatsmeisterschaft von 1961 durch einen 4:1-Sieg im Grand Final über den Titelverteidiger Canterbury-Marrickville bei, wo der noch junge, australische Weltmeisterschaftsteilnehmer von 1974 Johnny Warren spielte. 18.400 Zuseher, Rekord für ein australisches Vereinsspiel, verfolgten diese Partie im Henson Park von Marrickville. 1962 gelang die Wiederholung des Erfolges durch ein 4:2 über den Budapest Club vor 26.800 Zusehern, was einen neuen australischen Rekord für Vereinsspiele darstellte. Der Österreicher Herbert Ninaus erzielte drei Treffer und traf auch dreimal das Gebälk. Adolf Blutsch erzielte das zweite Tor von Hakoah. Viktor Mach, Karl Jarosch Adolf Handorf und Heinz Dolezal erweiterten das Kontingent der Österreicher in der Aufstellung von Hakoah auf sieben Spieler. Mit Herbert Stegbauer spielte ein weiterer Österreicher auf der Seite von Budapest.
Ende März 1963 verließ er Australien unerwartet in Richtung Europa, obwohl er von Hakoah bereits einen Vorschuss für die kommende Saison erhalten hatte. Im Juni wurde berichtet, dass er bei AS Rom in Italien trainierte. Im Mai 1964 spielte er schließlich zweimal für den Staatsligisten 1. Simmeringer SC, der zum Saisonende abstieg. Etwa November 1964 kehrte er nach Australien zurück. Doch bei Hakoah musste er erst viele Monate Buße tun und konnte nur durch seinen hohen Trainingseifer auffallen. Im Juli 1965 kam er erstmals wieder zum Einsatz. Nach etwa einem halben Dutzend Ligaspielen wurde er im August in einen Pokalspiel gegen Metropolitan Adriatic des Feldes verwiesen, nachdem er einen Gegenspieler getreten hatte, und wurde mit einer langen Sperre belegt, die das Saisonende für ihn bedeutete.
Daraufhin zog es Wenzel nach Melbourne, wo er 1966 in der Staatsliga von Victoria für Footscray JUST (Jugoslav United Soccer Club) antrat. Bekanntester Mitspieler war hier Ralé Rašić, der 1974 als Trainer die australische Nationalmannschaft zur erstmaligen Teilnahme an einer Weltmeisterschaftsendrunde führte. 1967 und 1968 war er bei South Melbourne Hellas aktiv, wo Kostas „Con“ Nestoridis, der frühere AEK-Spieler der seinerzeit neben Giorgos Sideris der beste Torschütze aller Zeiten der griechischen Liga war, den Herbst seiner Karriere verbrachte.
Ab 1969 stand er noch bei den im Melbourner Vorort Essendon heimischen Lions im Tor, wo er an einem regnerischen Samstagnachmittag Ende Juni 1970, als das Thermometer sich mühte, zehn Grad Celsius zu überschreiten, bei einer 0:4-Niederlage vor 800 Zusehern im Olympic Park gegen Canberra Croatia seine Abschiedsvorstellung gab. Der Verein beendete die Saison am Tabellenende und stellte nur wenige Jahre darauf seine Aktivitäten ein.